# Chironomus subreductus
Chironomus subreductus är en tvåvingeart som beskrevs av Zavrel 1932. Chironomus subreductus ingår i släktet Chironomus och familjen fjädermyggor. Inga underarter finns listade i Catalogue of Life.